# 徐宏祖
徐 宏祖（じょ こうそ）は、明末の旅行家・文人・地理学者。字は振之、号は霞客。常州府江陰県南暘岐の出身。20代から56歳で没するまでの30余年にわたって中国のほぼ全土を踏破し、のちに『徐霞客遊記』としてまとめられる日記群を残した。その筆致は、同時代の文人よりもむしろ近代の科学者の叙述に似るとされ、前近代の中国における最も重要かつ有名な地理学者に位置づけられている。『徐霞客遊記』の書き始めに当たる5月19日は、中国当局により「中国旅游日」（中国旅行の日）に定められている。

## 生涯

### 経歴

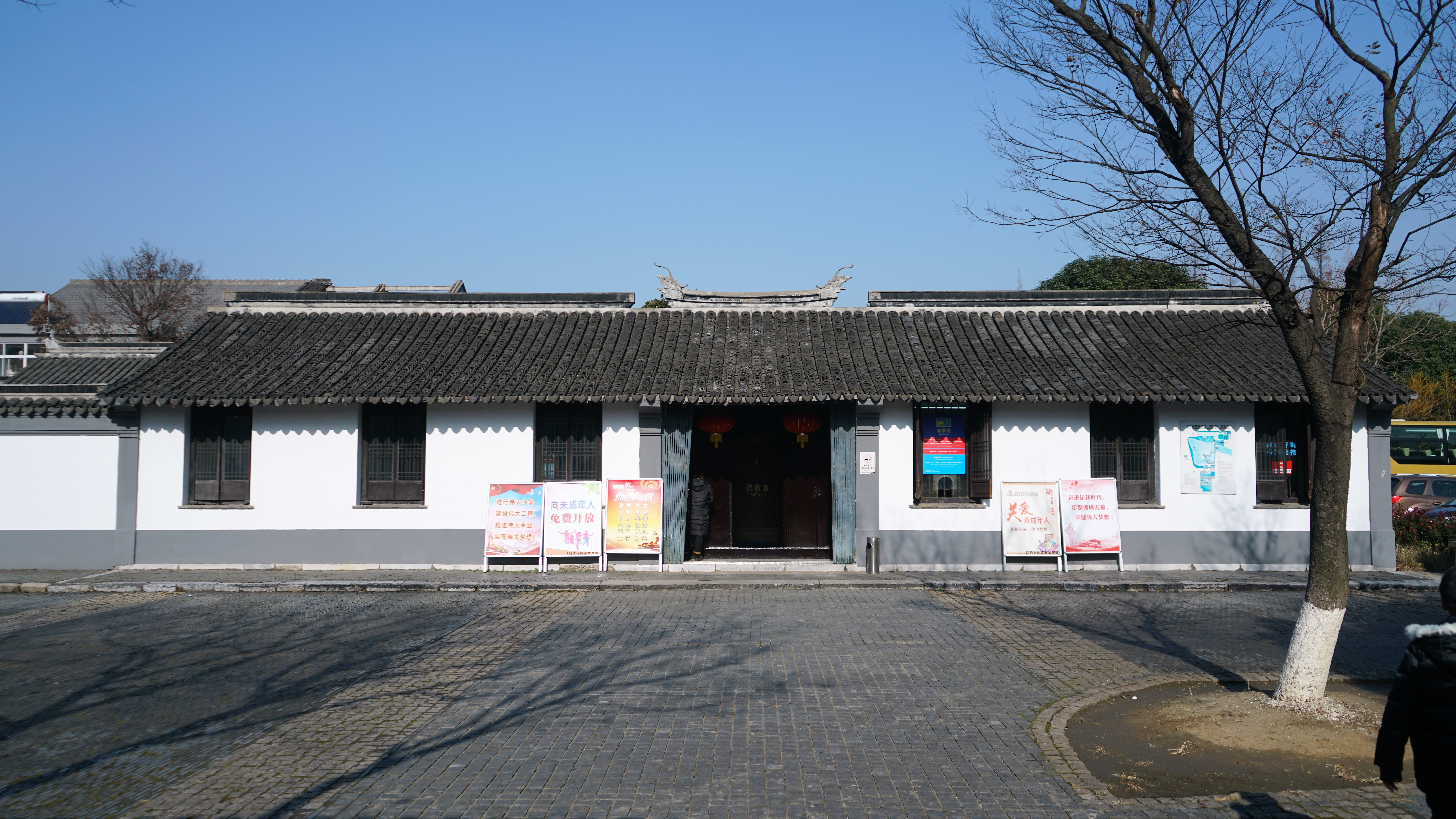
徐霞客の故居

徐霞客は、1586年（万暦15年）に常州府江陰県南暘岐（現在の江蘇省無錫市江陰市徐霞客鎮）にて生まれた。徐氏は代々官僚を輩出したいわゆる世族で、高祖父の徐経の代に巨万の富を築いた。父の徐有勉の代には中衰期にあったものの、依然としてかなりの資産を有していた。
幼時から多くの典籍に触れて育ったが、とりわけ奇書と呼ばれるような古今の史書・地理書・山海経図を愛読し、あらゆる仙人・隠士の足跡に思いを馳せた。書籍を常にこっそりと経書の下に隠し、深く読み味わい、心を楽しませた。両親の期待に背くのを恐れて学問を続けたが、科挙の試験に臨むことは彼の本心ではなく、早々に仕官への道を諦めて名山大川を訪ねる志を持った。
18歳の年に父の徐有勉が盗賊に襲われて重傷を負い、看病もむなしく逝去した。葬儀のうちにもたびたび襲撃があり、そこから世間の変化無常を感じ、いよいよ世俗から遠ざかるようになった。遊歴に心引かれつつも、母親の存命中は孝行を尽くさねばならないと考えていたが、むしろ彼女から励まされ、出発を決意した。
1607年（万暦35年）に江陰の名家の許氏の娘と結婚し、父の喪明けを待って、22歳から太湖を手はじめに、交通の便の良い場所へ短期間の旅行を行うようになった。1609年には山東河北の地をめぐって孔子廟や泰山を訪れ、1613年には南方の石門と縉雲山に及び、1614年から1615年にかけては南京など近郊を回った。1616年は黄山から武夷山を経由して五洩山の蘭亭に戻った後、西湖に1カ月間舟を浮かべた。1618年、また江蘇宜興の洞窟や九華山・廬山を回り、1619年には銭塘江を溯り、江郎山・九鯉湖に至って帰った。1621年から1622年には、嵩山・華山・武当山を遊歴し、東海を遙かに眺め、下って瀟水・湘水を遡った。霞客が生涯何度旅に出たかは定かでなく、14～26回と学者の間でも意見が分かれている。
霞客の母親は彼の良き理解者であり、出立に際しては遠遊のための冠をつくり、霞客から旅先で見つけた新奇な事物や各地の風土人情を聞くことを楽しみにしていた。近場であれば、彼の旅に付き添うこともあった。1625年（天啓5年）、霞客40歳のときに母が死去するまでは、彼は遠出を慎み、長期にわたる旅に出ることはなかった。
霞客は齢50歳にして3歳の孫を持ち、学識や文章である程度の名声を得ていた。しかし、「（中国の学は）文字記載より以来、国内のみに限られ、大地の果てを窮めていない」と考えていた彼は、老いの迫るなか、かねて計画していた万里遠征を実現せねばならないとして、雲貴地方への大旅行を志した。1636年（崇禎11年）の秋に出発し、浙江・江西・湖南・広西・貴州・雲南地方を4年にわたって歴遊し、その見聞を詳細な日記に残した（後述）。
霞客の大旅行には静聞という僧と、王・顧という2人の下僕が供をしたが、王は間もなく逃げてしまい、静聞は一行が湘江で強盗に襲われて以降体調を崩し、広西の南寧にて客死した。残った顧は3年間、霞客に寄り添い旅を続けたが、雲南の鶏足山を2度目に訪れたとき、彼の所持品を盗んで逃亡してしまった。

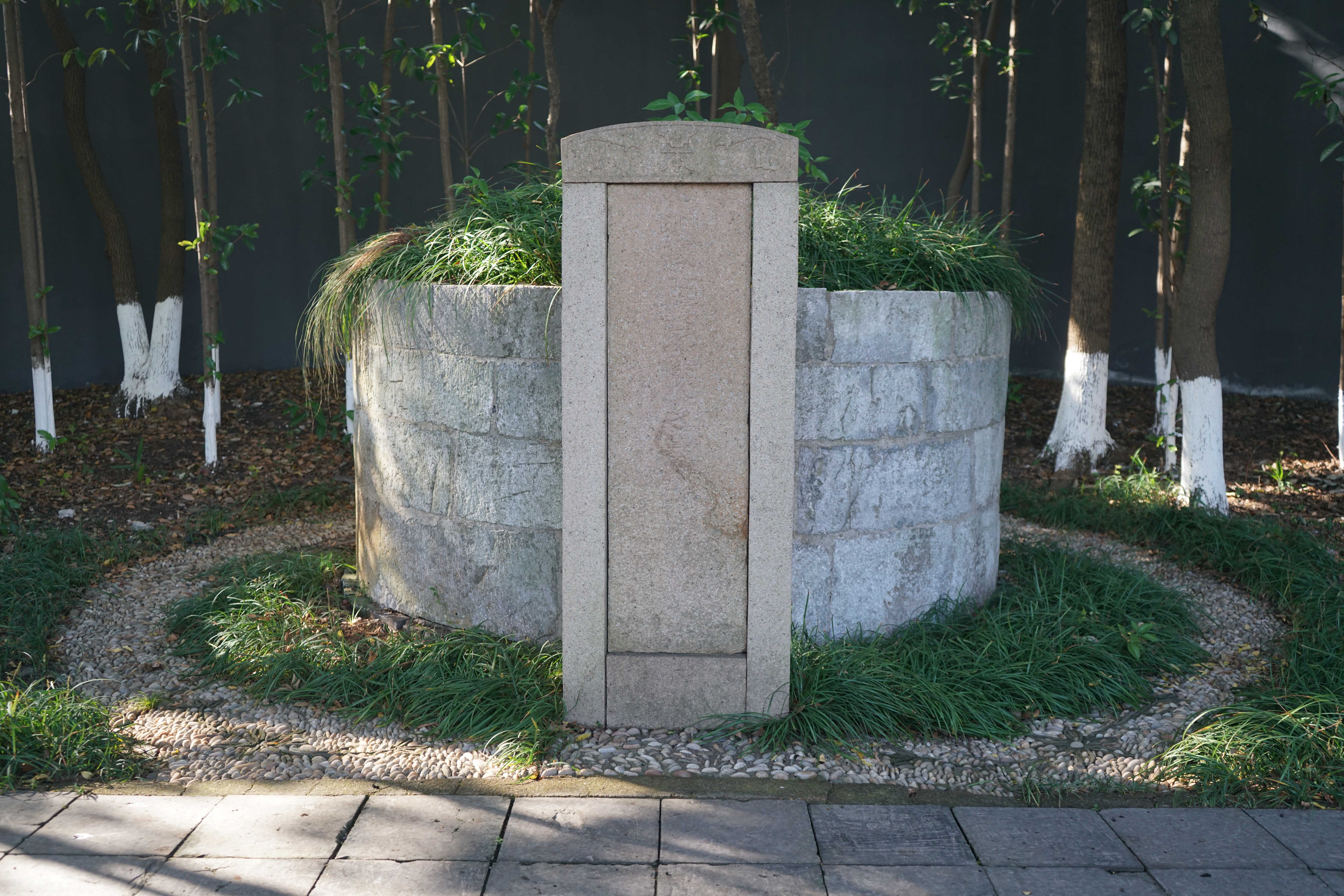
江陰にある徐霞客の墓

霞客は雲南旅行の途中、強盗に2度襲われ、食糧を3度絶つなどの危機に遭遇し、旅行の中止を勧められても少しも動揺しなかった。時に風雨の下や家畜のそばで一夜を過ごし、神龍が棲むと恐れられる洞窟をも果敢に探索し、鉱石や植物の標本を採集した。道中にはビルマを訪ねたいとも表明しており、実際に案内人を得て訪れる算段も立っていたが、天候に恵まれず叶わず引き返している。雲南麗江を旅行中に風疹と思われる病に罹り、太守によって郷里に送還され、帰宅して1年後に病没した。命が尽きる最後の一刻まで、寝台の前に置いた鉱石標本について研究していたと伝えられている。

### 人物
霞客は色黒で痩せぎすの引き締まった体つきであり、身体は極めて丈夫で、彼を知る者はみな彼を「牛のごとく力強く、猿のごとく敏捷である」と称した。山に登るにも捷径を要せず、川を渡るにも津を要せず、高峰をよじ登る際には躍り上がって進み、危うげな頂に腰掛け、洞窟を探る際には猿のように手を差し渡しながら進み、蛇のように曲がりくねって行き、傍らの洞窟も合わせて窮め尽くしたという。1日で100里を強行した夜にも、当日観察したことを記録している。必要に応じて舟や馬に乗ることもあったが、ほとんどの旅程は徒歩で旅した。
奇書を非常に好み、未見の欲しい書物があれば、財産をなげうち衣服を売ってでも手に入れる癖があり、自宅にはこのような本があふれて宮廷の書庫に比肩するほどであった。他方では奇人を好み、気の通じる者があればすぐさま訪問して名刺を投じ、堂に上がって語りあい、意気投合した。反対に、身分の高い役人には避けて交わろうとせず、多くの人が集まる都市は駆け足で走り抜けた。送辞は受け取るが、贈り物をされたときにはこれを拒み、二度とその人を訪ねることをしなかった。

## 『徐霞客遊記』

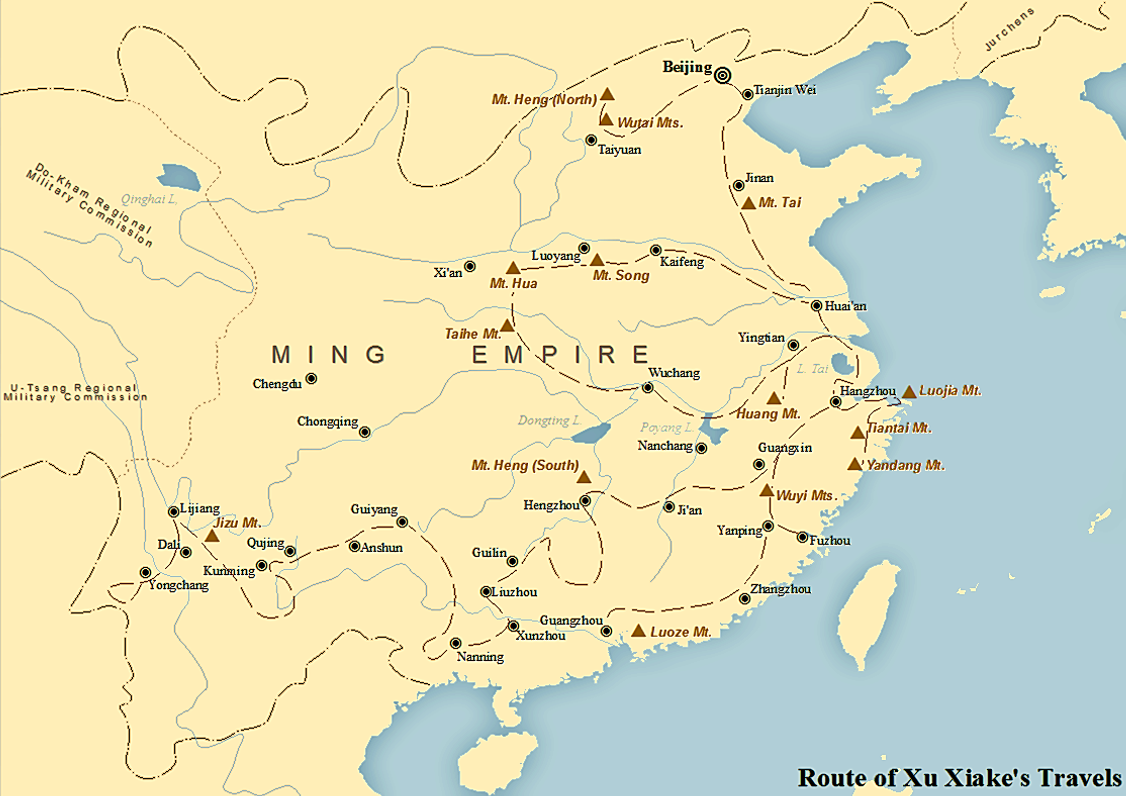
徐霞客の旅の足跡

徐霞客は生涯旅行記を綴った。これが後世の人によってまとめられたものが『徐霞客遊記』である。
旅先で綴った日記を帰郷後に編集したとされる17篇の「名山日記」と逝去後に成立した「西南遊日記」をまとめたものが、親族とみられる徐鎮によって清の乾隆41年（1776年）にはじめて刊行された『徐霞客遊記』（乾隆刊本）である。これ以降、この乾隆刊本の翻刻がなされるが、20世紀に丁文江が校勘を加え、民国17年（1928年）に改めて『徐霞客遊記』を刊行、これが端緒となり1940年代に学術的な研究が広がった。1980年には、上海古籍出版社から徐霞客が訪れた名勝の写真や絵図などを含む校注本が刊行されている。
明末の動乱の中で霞客の日記の大部分は散逸し、現在伝わっている抄本は全体の3分の1程度と言われているが、なおも60万余字に及ぶ大部である。その足跡は、現在の江蘇・山東・河北・山西・陝西・河南・浙江・安徽・福建・広東・江西・湖北・湖南・広西・貴州・雲南の16省に及んでいる。
日記には、景勝は言うに及ばず、洞窟をはじめ、奇岩怪石や動物・草木といった自然の風物の記述、史実や人物の論評、危険に遭遇した経験、さらに物価の高低や飲食のような日常的ことまで様々描かれている。中でももっとも特徴的なのは地形の記述であり、山の高低、河川の大小、距離や方向を事細かに書き記している。日記はその日のうちに記すこともあれば、数日間をまとめて書くこともしばしばあったが、情報の詳しさからして、その場その場でメモを取っていたものと考えられる。
『遊記』の記述はきわめて詳細かつ合理的で、雲貴地方に多く見られる石灰岩地帯の円窪地・落水洞・地下水・侵食や沖積作用、岩石の特徴や火山現象、変化に富む植生の記述などは科学的に高く評価されている。イギリスの中国科学史家のジョゼフ・ニーダムはこれを称えて、「彼の旅行記は17世紀の学者の書いたものでなく、20世紀の野外観察家が書いた考察記録のようである」と述べている。とりわけカルスト地形と鍾乳洞の記述については、西洋で初めてこれらを体系的・科学的に記録したアタナシウス・キルヒャーやヴァルヴァソルのそれに数十年先んじており、世界的な洞穴学の祖と見なすことができる。その鍾乳石の形成要因などに関する見解の多くは現代科学の原理に符合する。
彼はまた水脈の起源、なかんずく長江の源流の探索にも力を入れており、日記に付属する数篇の散文のなかに論考「溯江紀源」を著している。黄河は長江に比べて水量が少ないにもかかわらず、過去の多くの地理書が長江の水源を近くに、黄河の水源を遠くに置いていることに疑問を覚えた彼は、「岷山 江を導く」という『書経』禹貢以来の謬説を正して、その水源が金沙江にあることを突き止めた。
唐錫仁ら主編の『中国科学技術史 地学巻』（2000年）では、『本草綱目』の李時珍、『楽律全書』の朱載堉、『幾何原本』『農政全書』の徐光啓、『天工開物』の宋応星とならべて徐霞客を「当時の五大科学家」と評する。霞客が生きた時代は、西洋からキリスト教宣教師を通じて中国に自然科学が伝来した時期に当たり、彼自身も利瑪竇の『坤輿万国全図』や艾儒略の『職方外紀』などに影響を受けた可能性がある。彼の日記はまた、宣教師の衛匡国が『中国新図志』を編纂する際の史料にもなった。
徐霞客は士林に名を成さなかったため、1641年に逝去したのちしばらくは、彼の日記は江南文人の間でのみ読み継がれていた。清初の文壇の領袖だった銭謙益は、彼の伝を記したが、その日記を見ることはできなかった。霞客の死から135年が経った1776年（乾隆41年）、同族の徐鎮がこれを刊行し、1808年（嘉慶13年）には江陰の蔵書の名門の葉廷甲が復刊した。徐霞客の旅行記の保存と伝播においては、江陰の郷党ネットワークが重要な役割を果たした。
徐鎮の刊行本は「乾隆本」、乾隆本の校訂にもとづく葉氏の復刊は「葉廷甲本」の名で知られる。1928年、丁文江が葉廷甲本に注点を施したうえで、年譜「晴山堂帖」と路線図36図を加えて刊行し、以降依拠すべきテクストとされた。しかしのちに初期の抄本である「季会明本」と「徐建極本」（徐建極は徐霞客の孫）が発見され、葉廷甲本と相補可能な点のあることが分かり、これらが1980年に褚紹唐・呉応寿の手によって整理・復刊され、今日まで底本となっている。

## 後世の評価

### 清代
徐霞客が注目されるのは、彼の旅行や記録が、人の行けない場所に行き、書けないものを書いたためである。当時銭謙益が、「徐霞客は千古の奇人、遊記は千古の奇書」と称賛したように、「奇人奇書」は霞客や『遊記』に対する清代人の認識を代表するものであった。
『遊記』が「奇書」と呼ばれるのは、その記述に飾り気や偽りがないことによる。『遊記』は日記の形式で編まれ、率直に感想を述べ、詳細な事実を書く。とりわけ雲貴旅行は他の旅行記には珍しく、江南文人たちの西南辺境への想像力を満たした。しかし、明清の山水文学の評価基準によれば、『遊記』は伝統的な旅行記の叙述形式を満たしたものではなく、しかも昔の紀行文のような趣を感じさせない。清代の『四庫全書総目提要』は霞客とその『遊記』を透徹に論じている。

宏祖は奇に耽り僻を嗜み、刻意して遠遊す。既に捜尋に鋭くして、尤（もっと）も模写に工（たくみ）なり。遊記の多きも、遂に斯編に過ぐる莫し。雖（た）だ足跡経る所、日を排（なら）べて説を紀（しる）し、未だ嘗て刻意 文を為すに有らず。然れども耳目親（みずか）らする所に及び、見識較（へだ）てて確かなり。且つ黔滇は荒遠にして、輿志疏なる多し。此の書の山川の脈絡に於けるや、剖析詳明、猶考証を資（たす）くるに足る。是れ亦た山経の別乗、輿記の外編ならん。

### 地理学者としての再発見

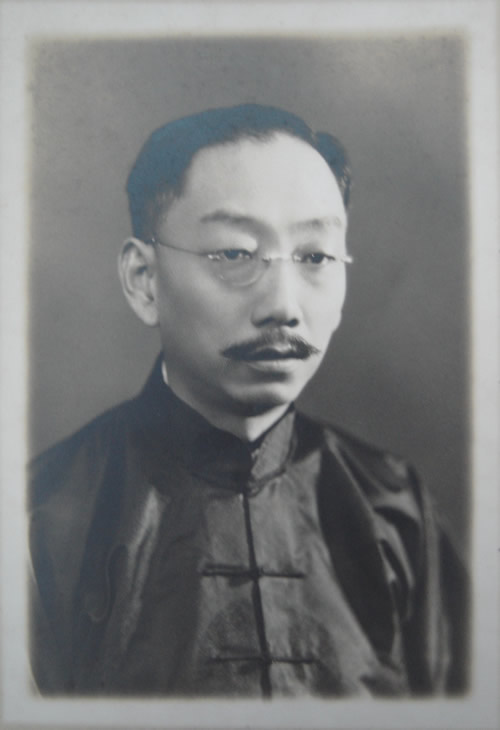
丁文江

梁啓超は1923年に『中国三百年学術史』で、徐霞客の著書の半分は風景の描写、もう半分は西南地方の山や川の脈絡を専門的に研究しており、その考証は極めて詳細で、中国における実地調査に基づく地理書の嚆矢と言うべきである、と指摘した。ただし彼の徐霞客の地理的解釈は、彼の老友であり地質学者の丁文江の影響を受けていた。
中国の地質学の創始者の一人である丁文江は、グラスゴー大学に学んだのち、1911年におこなった雲南での地質調査の際に先輩の学者から『徐霞客遊記』を勧められて読んだ。1914年に『遊記』を携えて再度1年近く雲南に入り、その記述の精緻さに驚いた文江は、自らの調査によって徐霞客の記録を検証し、『遊記』を研究し整理するために地質学の新たな知識を用いることにした。1926年に記した『徐霞客遊記』は、霞客の遊歴の目的・道程・紀行文の文学的価値などについて全面的に検討し、『遊記』の科学的価値を明らかにした。彼は霞客の地理学における精神と価値を説き、明代の偉大な旅行家を一地理学者に仕立て上げたのであった。
丁文江は科学主義に基づいて『遊記』を4点にまとめた。第一に詳細かつ正確な観察、第二に名詞への細心の注意、第三に明確な筋道、第四に真実を重んじたことである。しかし、徐霞客像を築く過程で、民族主義にとらわれていた彼は科学的精神を徹底して実践したわけではなかった。まず、徐霞客の功績を誇張した疑いがあり、彼が述べるところの「徐霞客の5大発見」のうち、4つについては全く言及しなかった。また、徐霞客は旅程を定めるのに時に卜占に頼っていたが、丁文江はこうした非科学的な色彩を極力薄めようとした。
徐霞客の事例は前近代の中国が科学的な地理学を持つことを証明しただけでなく、中国における近代地理学の内在的な正統性を証明した。徐霞客像の構築を通じて、丁文江は地理学を中国の伝統的な学問から引きはがし、科学主義を注入し、西洋の地理学を伝統の地理学の上に重ね上げて、中国地理学の模範を作り上げた。彼が徐霞客を発見したとき、中国の近代地理学はまだ確立の準備段階にあり、その構築には丁文江の手を必要としていた。
1934年に中国地理学会が成立すると、中国の地理学は急速に発展した。地理学の制度化と職業化のなかで学者らは徐霞客の再興を受け継ぎ、竺可楨の主宰する浙江大学史地学科が2つの側面から徐霞客を検討した。第一に、科学的な地理学の精神であり、徐霞客の使命や目的のない純然たる地理への求知心に、近代科学の精神を見出した。第二に、近代地理学の枠組みに基づく徐霞客の『遊記』の文章の分析であり、同時に彼の年譜や故郷などに関して考証と補完を行った。かくして、浙江大学史地学科によって地理学者としての徐霞客像は完成され、徐霞客研究は浙江大学の伝統となり、1950年以降その解釈を主導した。
丁文江は地質学者であり、竺可楨は気候学者であったことから、徐霞客に対する評価もまた自然科学的色彩を帯びることになった。これは、中国の地理学が近代化の過程で自然地理学に著しく傾き、人文地理学を軽視したことをも示している。
文学史上における『遊記』の価値については、鄭江旭が次のようにまとめている。第一に、孜々として飽くなき探検家のイメージを作り上げたこと、第二に、先の文人に類を見ない奇特かつ豊富な景観描写を行ったこと、第三に、いわゆる「蛮荒地区」（辺境未開の地）の少数民族の民俗や風情に注意を払い、描写したことである。同時に、明代から民国時代に至るまで、雲南辺境の地理や江南の郷土観が一貫して徐霞客の伝播と徐霞客像形成の影響下にあり、重大な作用を被ってきたことは注目に値する。

## 現代文化

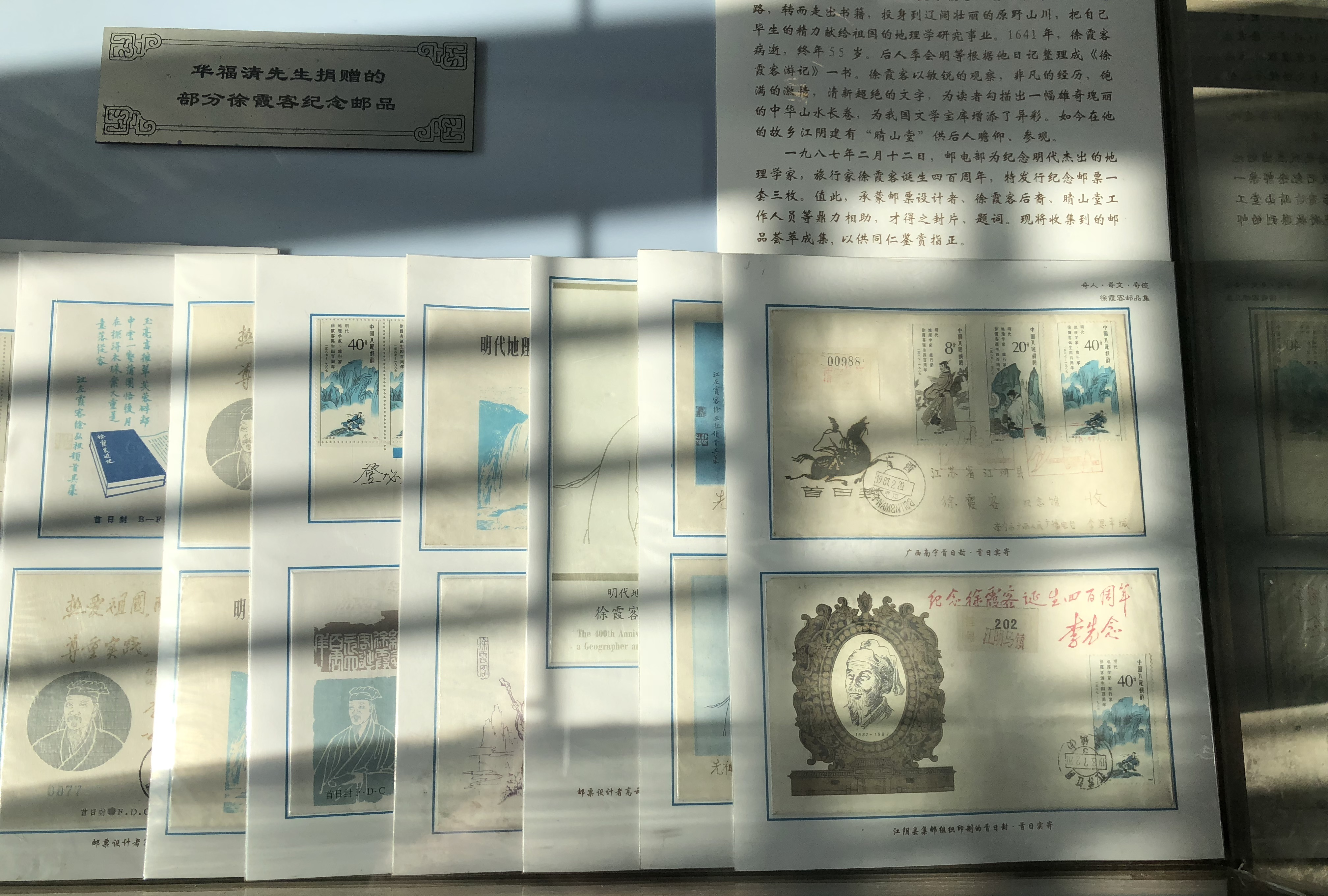
徐霞客の記念郵便切手

徐霞客は現代でも歴史の教科書に「明朝の諸子百家」として取り上げられる著名な人物である。2011年に就役した中国の総合支援艦の名前には「徐霞客」の名が採用されているほか、ブラウザゲーム・大航海時代Vの登場人物の一人にも取り上げられている。
中国国務院は2011年3月10日に、5月19日を「中国旅游日」と定める決議を可決した。『徐霞客遊記』冒頭の「遊天台山日記」の開始日に因み、中国の観光業の促進・発展を目指して定めたものである（いわゆる法定休日ではない）。元々は、中国の世界観光機関への加盟以降、記念日を作る運動が高まるなかで、2001年に寧海徐霞客旅游俱楽部が5月19日を提案したところに端を発している。なお寧海は徐霞客が「遊天台山日記」の初歩を踏んだ地である。